# Diesburg
Die Diesburg ist ein 711,8 m ü. NHN hoher Berg in der Rhön. Sie liegt im thüringischen Landkreis Schmalkalden-Meiningen (Deutschland) und gehört zum Bergmassiv Hohe Geba.

## Geographie

### Lage
Die Diesburg liegt im Biosphärenreservat Rhön zwischen Gerthausen im Südwesten, Wohlmuthausen im Süden und Helmershausen im Südosten, die zur Gemeinde Rhönblick gehören, sowie zwischen den Gemeinden Aschenhausen im Nordwesten und Oberkatz im Nordosten; 14,4 km ostsüdöstlich befindet sich mit Meiningen die Kreisstadt des Landkreises Schmalkalden-Meiningen. Auf der Südhang der östlich benachbarten Hohen Löhr (638,1 m) entspringt der Hörbach, der in die südlich der Diesburg fließende Herpf mündet, und nördlich vorbei verläuft die Katza (Katz, Katzbach).

### Naturräumliche Zuordnung
Die Diesburg gehört in der naturräumlichen Haupteinheitengruppe Osthessisches Bergland (Nr. 35), in der Haupteinheit Vorder- und Kuppenrhön (353) und in der Untereinheit Kuppenrhön (353.2) zum Naturraum Auersberger Kuppenrhön (353.24).

## Schutzgebiete
Auf der Diesburg liegen das Landschaftsschutzgebiet Thüringische Rhön (CDDA-Nr. 20897; 1989 ausgewiesen; 631,8923 km² groß) sowie jeweils Teile des Fauna-Flora-Habitat-Gebiets Geba-Tuften–Diesburg (FFH-Nr. 5427-301; 17,16 km²) und des Vogelschutzgebiets Thüringische Rhön (VSG-Nr. 5326-401; 199,49 km²).

## Sonstiges
Die Diesburg ist vulkanischen Ursprungs und besitzt einen Basaltkegel. Auf dem Gipfel befinden sich Überreste einer aus Steinen bestehenden keltischen Wallanlage aus der Latènezeit (zirka 3. Jahrhundert v. Chr.).
Über die Diesburg führen verschiedene Wanderwege:
- der Rhön-Rennsteig-Wanderweg, der die Diesburg mit Aschenhausen und dem Gebaberg verbindet.
- der Milseburgweg (Hauptwanderweg HWO3)